# So What?
So What? (a veces estilizado como SO WHAT?) es el cuarto álbum de larga duración de la banda británica de metalcore While She Sleeps. Fue lanzado el 1 de marzo de 2019, a través del sello independiente de la banda Sleeps Brothers, en colaboración con Spinefarm Records.

## Producción
El 7 de junio de 2018, la banda confirmó a través de las redes sociales que estaban en el proceso de escribir un nuevo álbum. La producción del disco se completó en octubre de 2018. En una entrevista con Metal Hammer, el guitarrista Sean Long dijo: "Creo que la gente conoce el nombre de While She Sleeps, pero no tienen una idea real de qué tipo de banda Eso es lo que me enorgullece mucho, y nuestro objetivo es sorprender a la gente de nuevo".

## Lista de canciones
| N.º | Título                                    | Duración |  |
| 1.  | «Antisocial»                              | 4:12     |  |
| 2.  | «I've Seen It All»                        | 4:12     |  |
| 3.  | «Inspire»                                 | 4:10     |  |
| 4.  | «So What?»                                | 4:32     |  |
| 5.  | «The Guilty Party»                        | 4:26     |  |
| 6.  | «Haunt Me»                                | 4:31     |  |
| 7.  | «Elephant»                                | 4:38     |  |
| 8.  | «Set You Free»                            | 4:17     |  |
| 9.  | «Good Grief»                              | 3:38     |  |
| 10. | «Back of My Mind» (con Griffin Dickinson) | 4:27     |  |
| 11. | «Gates of Paradise»                       | 5:20     |  |

## Personal
- Lawrence "Loz" Taylor – Voz gutural
- Sean Long – Guitarra líder y coros
- Mat Welsh – Guitarra rítmica, voz y piano
- Aaran McKenzie – Bajo y coros
- Adam "Sav" Savage – Batería y percusión

## Posicionamiento en lista
| Lista (2019)                    | Posiciones |
| ------------------------------- | ---------- |
| Alemania (Media Control Charts) | 8          |
| Australian Albums (ARIA)        | 63         |
| Austria (Ö3 Austria)            | 14         |
| Bélgica (Ultratop Flandes)      | 130        |
| Bélgica (Ultratop Valonia)      | 126        |
| Escocia (Scottish Albums Chart) | 14         |
| Suiza (Schweizer Hitparade)     | 22         |
| Reino Unido (UK Albums Chart)   | 21         |